# تشوي دانيال
تشوي دانيال (هانغل: 최다니엘) هو ممثل كوري جنوبي، ولد في 22 فبراير 1986 بسول في كوريا الجنوبية.
الديانه الاسلام

## أعمال

### مسلسلات تلفزيونية
- المحقق الشبح[4]
- من القلب إلى القلب
- حلقي عاليا يا فراشة [5]
- ويب تون اليوم[6]
- أسفة ولكنني لست أسفة

### سلسلة ويب
- فتاة خلف القناع[7]

## وصلات خارجية
- تشوي دانيال على موقع IMDb (الإنجليزية)
- تشوي دانيال على موقع قاعدة بيانات الفيلم (الإنجليزية)